# Cerodontha estlandica
Cerodontha estlandica är en tvåvingeart som beskrevs av Zlobin 1993. Cerodontha estlandica ingår i släktet Cerodontha och familjen minerarflugor.
Artens utbredningsområde är Estland. Inga underarter finns listade i Catalogue of Life.